# Heptaloba argyriodactyla
Heptaloba argyriodactyla är en fjärilsart som beskrevs av Walker 1864. Heptaloba argyriodactyla ingår i släktet Heptaloba och familjen fjädermott. Inga underarter finns listade i Catalogue of Life.